# Сан Бернардино (Ређо Емилија)
Сан Бернардино је насеље у Италији у округу Ређо Емилија, региону Емилија-Ромања.
Према процени из 2011. у насељу је живело 326 становника. Насеље се налази на надморској висини од 20 м.